# Zračni most
Zračni most je organizirana dostava robe i osoblja prvenstveno uporabom zrakoplova. 
Dostava ove vrste može biti strateška i taktička. Strateški zračni most uključuje prijevoz razne opreme na dužim relacijama dok se taktički usredotočuje na razmještanje resursa i materijala na određenu lokaciju sa što većom mogućom preciznošću. 
Zračni most uspostavlja se u različitim situacijama i s raznim namjenama. Kada se odredište i okolni zračni prostor smatra sigurnim, zrakoplov će sletjeti na odgovarajuću zračnu luku ili zrakoplovnu bazu i iskrcati svoj teret na zemlji. Prilikom leta iznad područja gdje je opskrba neophodna a slijetanje iz nekog razloga nemoguće zalihe će se iz zrakoplova izbacivati koristeći padobrane. Zalihe će se izbacivati iz zrakoplova tijekom leta i kada se želi opskrbiti neko šire područje u kojem ne postoji opasnost ometanja ili krađe od neprijateljskih snaga. 

## Povijest
U travnju 1923. zrakoplovi RAF-a su u Iraku prevezli 280 vojnika Sikha iz Kingarbana za Kirkuk što je označeno kao prvo veće prebacivanje trupa zračnim putem. Ova operacija bila je kraćeg doleta. 1929. godine RAF uspostavlja neborbeni dugodoletni "Kabulski zračni most" s ciljem evakuacije britanskog diplomatskog osoblja iz Afganistana u Indiju. 
Kao prvi svjetski dugodoletni borbeni zračni most spominju se luftwaffeovih Ju-52 koji su u srpnju 1936. korišteni od strane španjolskih nacionalista za prijevoz vojnika iz Španjolskog Maroka u Španjolsku na početku Španjolskog građanskog rata. Zračni most postao je nezamjenjiv za vrijeme Drugog svjetskog rata, kada su zrakoplovi postali dovoljno veliki i sofisticirani za prijevoz velikih količina tereta. Najpoznatiji primjer iz tog doba je Berlinski zračni most u kojem su od lipnja 1948. do listopada 1949. američki, francuski i britanski avioni opskrbljivali Berlin koji je bio u sovjetskom okruženju. 

## Strateški zračni most
Strateški zračni most je korištenje teretnih zrakoplova za prijevoz stvari, oružja ili osoblja na velike udaljenosti. Prijevoz se uobičajeno izvodi između dviju udaljenih zračnih baza. Zrakoplovi koji se koriste za ovu namjenu označavaju se kao strateški transporteri. 
Primjeri strateških transportera uključuju:
- /  Antonov An-124 'Ruslan'
- Boeing C-17 Globemaster III
- Iljušin Il-76 'Candid'
- Lockheed C-141 Starlifter
- Lockheed C-5 Galaxy

## Taktički zračni most
Taktički zračni most je vojni izraz za avionski prijevoz robe i opreme unutar određenog područja. Zrakoplovi koji obavljaju tu ulogu označavaju se kao taktički transporteri. To su najčešće turbo-prop avioni koji koriste vrlo kratke piste za slijetanje i uzlijetanje i opremljeni s niskotlačnim gumama kako bi mogli slijetati i na loše pripremljene terene. Ovi avioni nemaju veliku brzinu i dolet kao strateški transporteri (koji obično imaju mlazne motore), ali su od neprocjenjive važnosti za djelovanja u ratnim zonama. Za uspostavu taktičkog zračnog mosta koriste se i veći helikopteri kao što su  CH-47 Chinook i Mil Mi-26. Helikopteri imaju prednost jer ne zahtijevaju uređene terene za slijetanje a oprema kou prevoze može biti ovješena ispod letjelice i dostavljena bez slijetanja. 
Taktički zračni transporteri projektirani su kao pokretni zrakoplovi sposobni za letove na malim nadmorskim visinama kako bi se izbjeglo njihovo otkrivanje radarom. Većina su opremljeni s obrambenim sustavima kako bi se zaštitili od napada raketa zemlja-zrak. 
Primjeri taktičkih transportera uključuju:
- / Airbus A400M
- / Antonov An-12 'Cub'
- /  Antonov An-70
- Boeing C-17 Globemaster III
- / CASA CN-235
- /  Lockheed Martin/Alenia C-27 Spartan
- Lockheed Martin C-130 Hercules
- / Transall C-160